# Пирсинг щеки

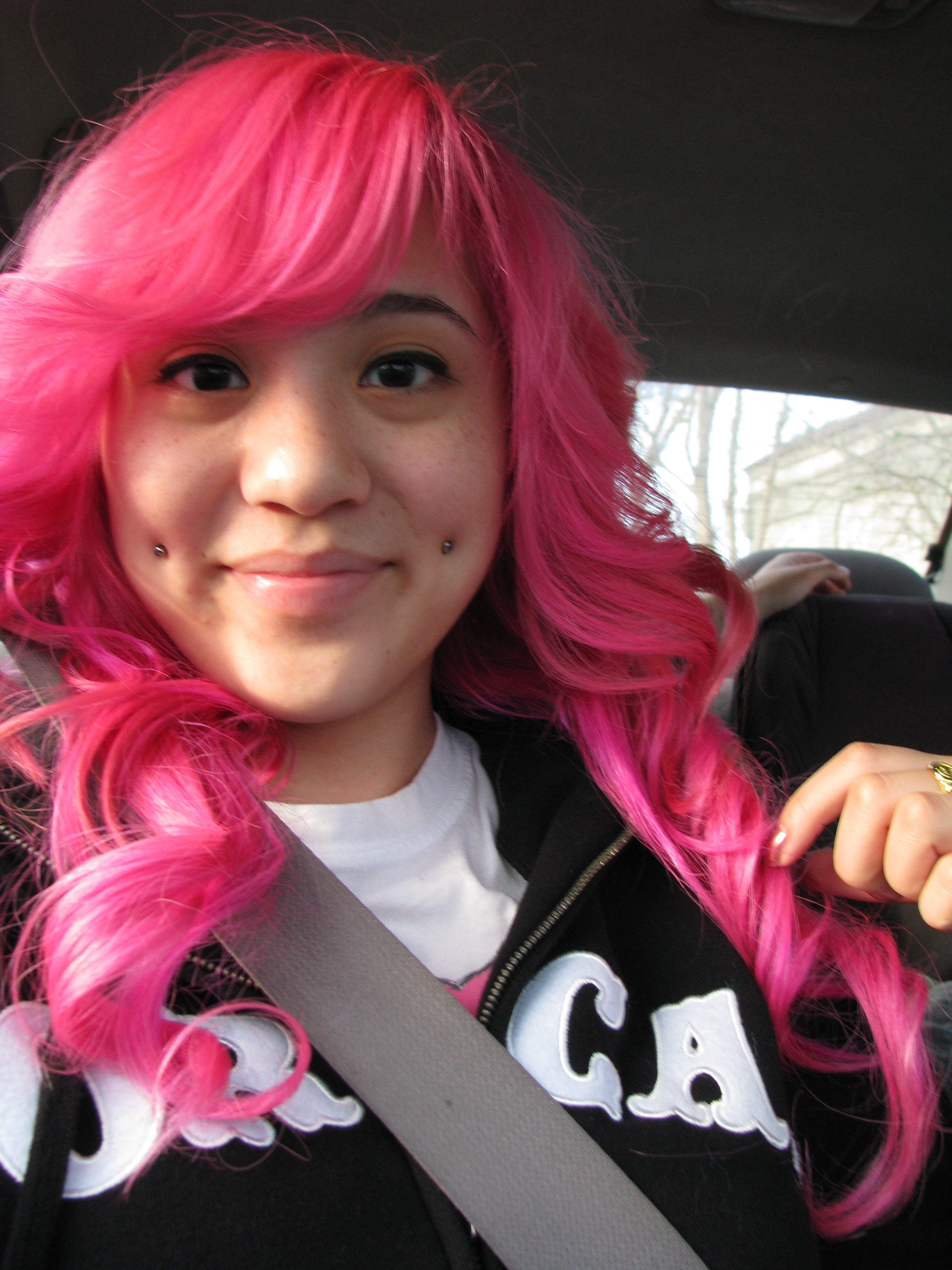
Симметричные проколы щёк

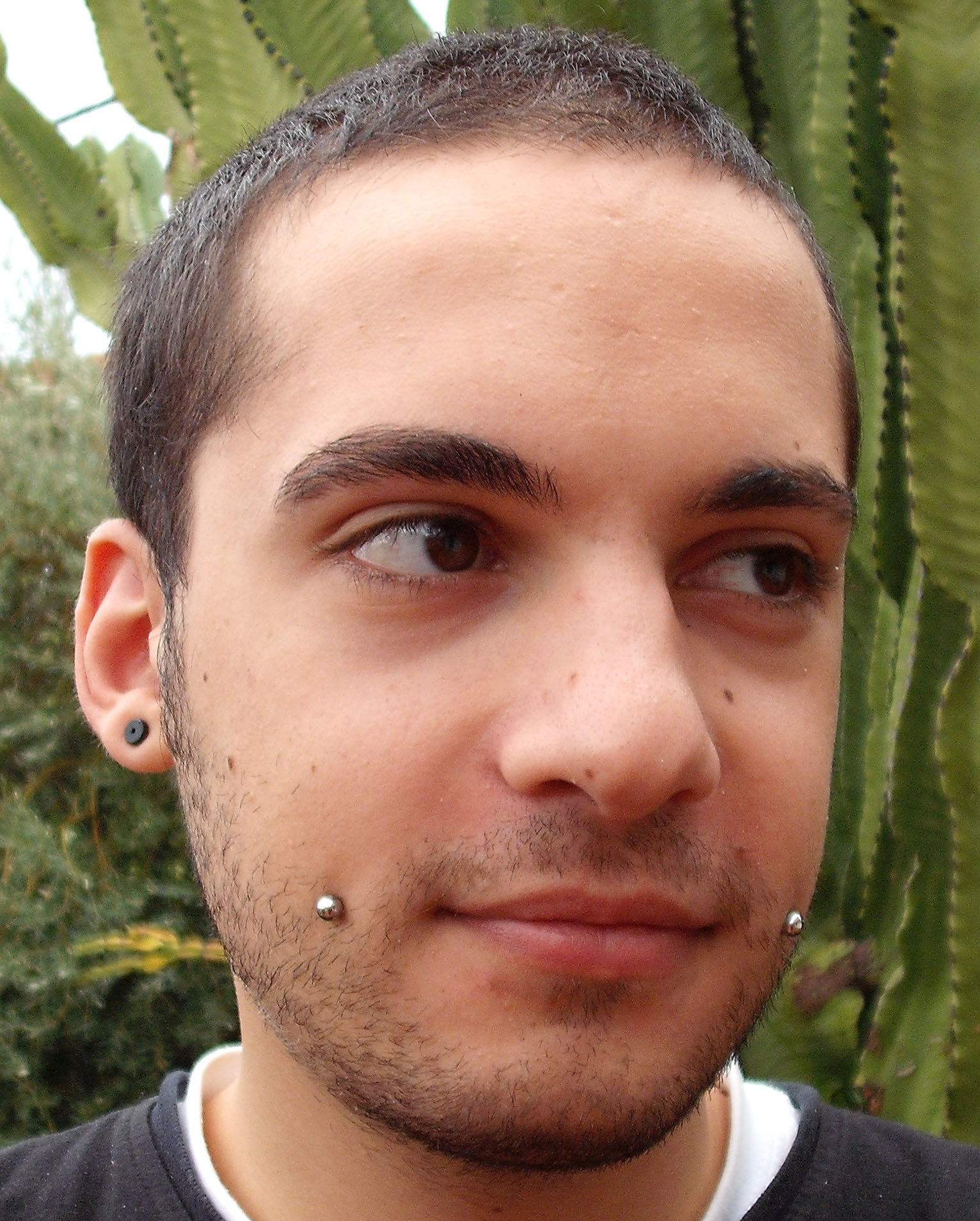
Пирсинг щёк

Пирсинг щёк — вид пирсинга лица, при котором прокол производится в щеке. Наиболее популярен вариант пирсинга щёк, когда через ткани лица делается сквозной прокол в ротовую полость. Распространено расположение двух украшений, симметрично на обеих щеках, так что пирсинг создаёт или имитирует ямочки на щеках. Этот вид пирсинга может вызвать лёгкое повреждение нервных окончаний у носителя, в результате чего на лице появятся искусственно созданные ямочки. Другой вариант — установка микродермалов с расположением там, где нужно создать эффект ямочек. Этот метод считается предпочтительнее, так как при сквозных проколах зачастую возникают осложнения с подтеканием или выделением лимфы, жидкости, по консистенции похожей на слюну и обладающей специфическим запахом. При установке микродермалов вероятность оставить шрамы чуть выше, чем при пирсинге, однако шрамы от микроимлантации быстро заживают и оставляют еле заметный след (1 мм).
Из знаменитостей пирсинг щеки есть у вокалиста группы Rammstein Тилля Линдеманна.

## Украшения

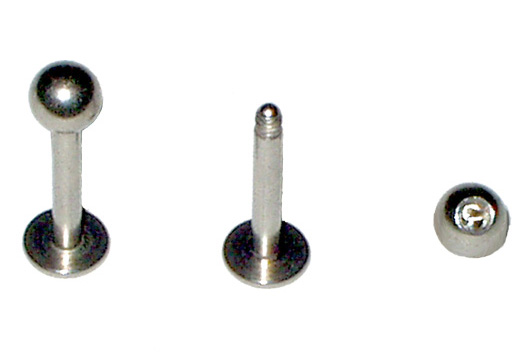
Лабрет, подходящий для пирсинга щеки

Как правило, для пирсинга щёк используются лабреты диаметром 1,6 мм с одной плоской стороной и украшением — шариком. Благодаря плоской стороне такие лабреты наиболее комфортно ощущаются во рту и несут наименьший риск повреждения зубов и дёсен.
Первоначально в прокол вставляется более длинное украшение из расчёта припухания тканей в период заживления. По окончании процесса заживления украшение заменяется меньшим, более подходящим по размеру, что снижает шанс повреждения зубов.

## История

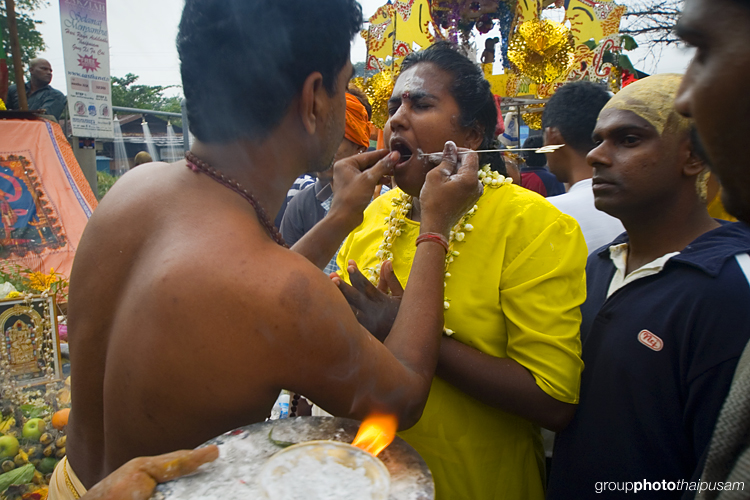
Ритуальное прокалывание щёк

Пирсинг щёк с постоянным ношением начал практиковаться только в современном мире.
Ритуальное прокалывание щёк было распространено как в примитивных культурах, так и в развитых странах. Наиболее известным из таких ритуалов можно назвать фестиваль вегетарианцев в Пхукете, Таиланд, на котором «медиумы» (прихожане и монахи) прокалывают щёки большим количеством предметов разных размеров, находясь в состоянии транса.